# Ololygon alcatraz
Espèce
Synonymes
- Hyla catharinae alcatraz Lutz, 1973
- Scinax alcatraz (Lutz, 1973)

Statut de conservation UICN

 CR B1ab(iii)+2ab(iii) : 
En danger critique
Ololygon alcatraz est une espèce d'amphibiens de la famille des Hylidae.

## Répartition
Cette espèce est endémique de l'Ilha de Alcatrazes (pt) au large de la côte de l'État de São Paulo au Brésil. Elle se rencontre jusqu'à 100 m d'altitude,.

## Description
Les mâles mesurent de 19,7 à 24,4 mm et les femelles de 27,0 à 29,8 mm.

## Étymologie
Son nom d'espèce lui a été donné en référence à son lieu de découverte, l'Ilha de Alcatrazes (pt).

## Publication originale
- Lutz, 1973 : New Brazilian forms of Hyla. I. Two new races of H. catharinae. Boletim do Museu Nacional, vol. 288, p. 1-7.